# Hernán Pérez de Quesada
Pour les articles homonymes, voir Quesada.
Hernán Pérez de Quesada, né vers 1515 à Grenade (Espagne) et mort en 1544 au cap de la Vela (Vice-royauté de Nouvelle-Grenade), est un conquistador espagnol.

## Biographie
Hernán Pérez de Quesada fait partie de l'expédition qui quitte Santa Marta en 1536 et qui, après de dures épreuves, parcourt 1 117 kilomètres et atteint la savane de Bogota en 1537. Il fonde plusieurs villes dont Sutatausa. Il prend part aussi aux batailles de Cajicá et Facatativá où la psihipqua Tisquesusa (es) est tuée. Plus tard, allié avec le nouveau psihipqua Sagipa, avec son frère Gonzalo Jiménez de Quesada, il marche à la conquête des Panches (es) et participe à la bataille de Tocarema. De retour dans la savane, il assiste à la fondation de Santa Fe de Bogotá. Il participe ensuite à une expédition sous le commandement de Gonzalo Suárez Rendón (es) qui conquiert les terres de Quemuenchatocha. Il capture les chefs Tundama et Sugamuxi et confie également à Luis Lancheros la conquête des Muzos (es).
Avec l'arrivée des conquistadors Sebastián de Belalcázar et Nicolás Federmann, son frère Gonzalo Jiménez de Quesada part avec eux pour l' Espagne, le laissant responsable du gouvernement du Nouveau Royaume de Grenade récemment fondé. Quiminza (es), ainsi que son oncle Eucaneme, sont exécutés à Tunja après une rébellion ratée. Le chef Tundama qui a opposé une résistance farouche aux conquérants est également tué sous ses ordres. Il exerce également de dures représailles contre les Panches et explore les départements actuels de Tolima, Huila et Caquetá, Meta et Putumayo lors d'une expédition difficile à la recherche de l'Eldorado.
Au mois de septembre 1540, Hernán Pérez de Quesada et les capitaines Montalvo, Martínez et Maldonado, partent avec leurs troupes et des indigènes de Santa Fe de Bogotá vers la ville de Nuestra Señora, dans les Llanos. Ils traversent le Paramo de Sumapaz, où Hernán Pérez de Quesada souffre du froid qui fait plusieurs victimes. De San Juan de los Llanos, l'expédition s'avance vers la rivière Guanayare et la traversant plus tard, ils atteignent la rivière Papamene et la serranía de la Macarena. Après de nombreuses difficultés, les survivants montent dans la vallée de Sibundoy où ils rencontrent les conquérants de Belalcázar de retour du Pérou.
Après deux années de cette expédition, il se rend à Quito où il rejoint son autre frère Francisco, en compagnie de qui et de quelques-uns qui étaient restés de l'expédition, il retourne à Santa Fe. De retour à son poste, il trouve à sa place Luis Alonso de Lugo, qui le persécute et l'emprisonne. Finalement, Lugo le bannit sur l'île d'Hispaniola.
Envoyé de Saint-Domingue à Carthagène en 1544, il meurt foudroyé, avec son frère, sur le navire les transportant, au cap de la Vela.
Pour Jean Amsler, cette mort est une légende. Quesada serait rentré en Espagne en 1549 où l'Audience l'aurait reçu. Il est alors récompensé par le titre honorifique de maréchal et, devenu comendero (es), il serait mort à l'âge de 80 ans